# Jean Blondel
Jean Blondel (26. října 1929, Toulon – 25. prosince 2022) byl francouzský politolog specializující se na komparativní politologii. Byl emeritním profesorem Evropského univerzitního institutu v italské Florencii a hostujícím profesorem na Univerzitě v Sieně.

## Osobní život
V roce 1953 ukončil Institut d'Etudes Politiques v Paříži a následně studoval v St. Antony's College na Oxfordské univerzitě (1953–1955). Akademickou dráhu začínal jako odborný asistent na anglické Keele University (1958–1963), dále pokračoval na Yale University (1963–64) a poté působil na University of Essex (1964), kde založil Katedru studia vlády. V roce 1969 spoluzakládal European Consortium for Political Research (Evropskou asociaci pro politologický výzkum), kterou řídil po dobu deseti let. Poté, co opustil roku 1984 výuku na univerzitě v Essexu, byl jmenován vědcem v Russell Sage Foundation (New York) a následně se stal profesorem politologie ve Florencii (1985–1994). Obdržel čestné doktoráty z univerzit v Salfordu a Essexu (Spojené království), Louvain-la-Neuve (Belgie), Turku (Finsko) a Sieně (Itálie).
Byl členem Královské švédské akademie věd a Academia Europaea. V roce 2004 získal cenu Johana Skytteho v oboru politologie.
V 60. letech 20. století vypracoval typologii stranických systémů, provedl srovnávací studie vlád zemí a popsal vztahy mezi politickými stranami a vládami.

## Výbor z díla
- Seznam děl v Souborném katalogu ČR, jejichž autorem nebo tématem je Jean Blondel
- Voters, parties and leaders : the social fabric of British politics. Harmondsworth : Penguin Books, 1963.
- An Introduction to Comparative Government. London: Weidenfeld & Nicolson, 1969.
- Comparative legislatures. Englewood Cliffs, N.J : Prentice-Hall, 1973.
- Political parties. A genuine case for discontent?. London : Wildwood House, 1978.
- The Discipline Of Politics. London & Boston : Butterworths, 1981.
- Political leadership : towards a general analysis. London & Beverly Hills : SAGE, 1987.
- Blondel, Jean and Ferdinand Müller-Rommel (eds.) Cabinets in Western Europe . Basingstoke : Macmillan Publishers, 1988.
- Blondel, Jean and Ferdinand Müller-Rommel (eds.) Governing together : the extent and limits of joint decision-making in Western European cabinets. New York : St. Martin's Press, 1993.
- Blondel, Jean and Maurizio Cotta (eds.) Party and government : an inquiry into the relationship between governments and supporting parties in liberal democracies. New York : St. Martin's Press, 1996.
- Blondel, Jean, Richard Sinnott, and Palle Svensson People and Parliament in the European Union : participation, democracy, and legitimacy. Oxford, England : Clarendon Press, 1998.
- Blondel, Jean and Maurizio Cotta (eds.) The nature of party government : a comparative European perspective. New York : St. Martin's Press, 2000.
- Blondel, Jean and Ferdinand Müller-Rommel (eds.) Cabinets in Eastern Europe . Basingstoke : Macmillan, 2001.